# Ernesto Durán González
Ernesto Durán González (San Gil, Santander, 13 de octubre de 1962) es un Oficial de insignia de la Armada de la República de Colombia. Se desempeñó como Comandante de esa institución hasta diciembre de 2018.

## Vida militar
Oceanógrafo Físico, Especialista en Ingeniería Ambiental, Magíster en Seguridad y Defensa Nacional.
Graduado de los cursos de Curso de Altos Estudios Militares, Programa de Alta Dirección Empresarial en el INALDE Business School y Programa de Presidentes de Empresa de la Universidad de los Andes.
Fue director general Marítimo, Capitán de Puerto, Director de Oceanografía y Proyectos de Modelación numérica en Predicción oceánica. En el 2000 obtuvo el Premio de Investigación Científica del Instituto de Políticas para el Desarrollo de la Universidad Javeriana y el Centro Nacional de Estudios Estratégicos.
Ejerció cargos de Comando en unidades a flote de la Armada Nacional, de Investigación Científica, Guardacostas, Buque Escuela ARC “Gloria”, Director de la Escuela Naval de Suboficiales de Barranquilla y Comandante de la Fuerza Naval del Pacífico.
Representante de Colombia ante la Organización Marítima Internacional de las Naciones Unidas en Inglaterra.
Luego de su ascenso a Vicealmirante fue nombrado Jefe de Operaciones Navales, cargo que desempeñaba en la actualidad.
El vicealmirante Ernesto Durán González, jefe de Operaciones Navales, fue nombrado por el presidente Juan Manuel Santos como nuevo comandante de la Armada Nacional, que reemplaza al Almirante Leonardo Santamaría Gaitán quien murió.

El vicealmirante Ernesto Durán, jefe de Operaciones Navales, será el nuevo comandante de la @armadacolombia. Buen viento y buena mar.
Juan Manuel Santos

| Predecesor: Leonardo Santamaría Gaitán | Comandante de la Armada de la República de Colombia 24 de mayo de 2017-14 de diciembre de 2018 | Sucesor: Evelio Ramírez Gáfaro |